# Oude Raadhuis (Hillegom)
Het Oude Raadhuis was het voormalige gemeentehuis van Hillegom. Het raadhuis stond aan de Hoofdstraat, direct voor de Maartenskerk. De ingang voor de bezoekers lag aan de Houttuin. 
Het raadhuis werd in 1872 gebouwd voor de gemeenteraad, die tot dan toe in gehuurde hotelzaaltjes samenkwam. Architect J.G. van Parijs ontwierp een gebouw in neorenaissancistische stijl. Boven de ingang was een kleine klokkentoren geplaatst, met een klokje dat geluid werd als er openbare aankondigingen werden gedaan. Het pand vertoonde veel overeenkomsten met het voormalige raadhuis in Wassenaar, eveneens een ontwerp van Van Parijs en in hetzelfde jaar gebouwd. De bouw kostte 7777 gulden. De eerste steen werd gelegd door burgemeester Schelto van Heemstra en het raadhuis kon op 10 december 1872 in gebruik worden genomen. Naast gemeentehuis diende het pand ook als woning voor de veldwachter. 
In 1903 schonk de familie Van Waveren het tegenover het raadhuis gelegen Hof van Hillegom aan de gemeente, die vervolgens besloot om dat als nieuw raadhuis in gebruik te nemen. Buiten de bewoning door de veldwachter had het Oude Raadhuis nu geen functie meer. Er werden tijdelijk zangrepetities gehouden, tot de politie en de rijks- en gemeentelijke belastingdienst zich er vestigden. De politie verhuisde in 1942 naar de tegenover gelegen Villa Hofzicht en toen de belastingdienst rond 1950 ook een nieuw onderkomen kreeg, kwam het Oude Raadhuis leeg te staan en begon te vervallen. Een nieuwe bestemming werd niet gevonden en in 1961 werd het markante, maar bouwvallige, pand zonder veel protest van de Hillegomse bevolking afgebroken. Op deze plaats lag vervolgens jarenlang een kale parkeerplaats met enkele papier- en glasbakken.

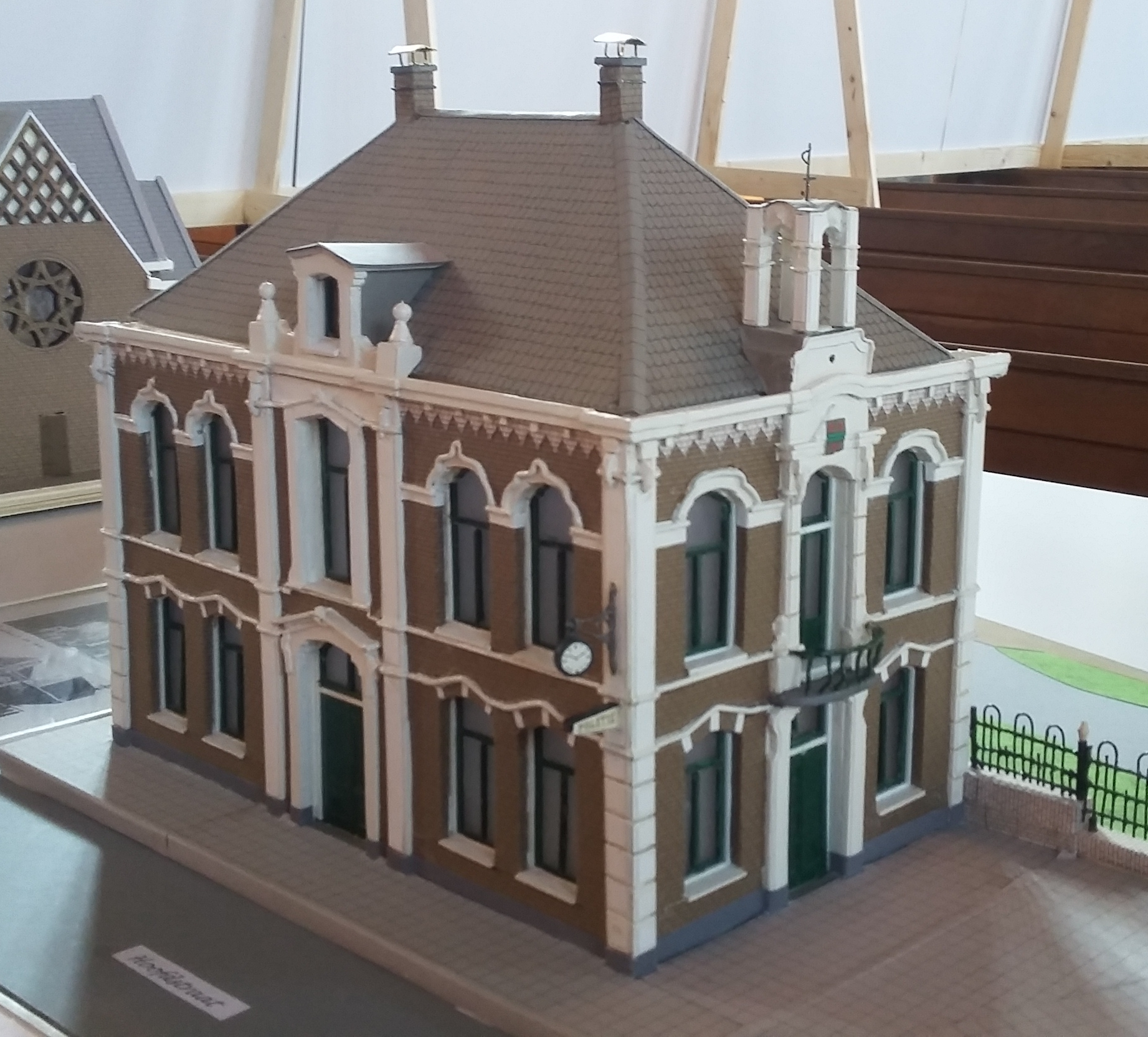
Maquette van het Oude Raadhuis

## Bron
- A.M. Hulkenberg, Hillegomse Geschiedenissen, Alphen aan den Rijn 1985. pp. 215-221. ISBN 9064711720
- A. den Hoed, Terugkieken in Hillegom, Hillegom 2003. pp. 110 ISBN 9064697930
- A.M. Hulkenberg, Hillegom in oude ansichten deel 1, Zaltbommel 1969. pp.51. ISBN 9028837868